# Românii au talent
Românii au talent  est une émission roumaine de télé réalité diffusée sur la Pro TV. C’est un programme fondé sur la série britannique Britain's Got Talent. Il s’organise en plusieurs mini-shows dévoilant le talent de chanteurs, danseurs, magiciens, comédiens et autres artistes amateurs de tout âge concourant pour le premier prix de 120 000 €. L’émission fut lancée en février 2011.

## Concept
L'émission se déroule en plusieurs journées d'auditions.
Après plusieurs phases d'auditions et après les demi-finales, la finale est organisée en un seul jour et désignera le grand vainqueur qui recevra  un prix de 120 000 €.

## Les auditions
Pendant plusieurs journées, les candidats présentent leur numéro dont ils croient avoir le talent devant un jury composé de trois personnes . 
Ils doivent arriver au bout des deux minutes et réussir à convaincre le jury.
À tout moment, les membres du jury peuvent les buzzer, s'ils ont trouvé leur numéro moyen. Si les trois membres ont tous appuyé sur leur buzzer, le candidat est obligé d'arrêter son numéro sur le champ et est éliminé directement. Si, au bout des deux minutes, le candidat ne s'est pas fait buzzer, le jury délibère et chaque membre donne un jugement positif ou négatif : il faut au minimum deux « da » (oui) au candidat pour passer.
Le jury peut changer d'avis pendant cette réflexion, ils peuvent dire « nu »(non) même s'ils n'ont pas buzzé par exemple.

## Demi-finale
À l'issue du tour éliminatoire, les candidats qui ont reçu deux ou trois « da » (oui) par le jury sont qualifiés pour la demi-finale. Dans cette phase, les candidats sont divisés en plusieurs groupes. Désormais, le vote du public fait son apparition dans l'émission pour élire les finalistes. À chaque demi-finale,  trois d'entre eux sont choisis par le jury, et trois d'entre eux le sont par les votes du public.
Les membres du jury peuvent encore buzzer à tout moment.

## Finale
En finale, c'est le public seul qui peut juger la prestation des candidats et élire l'incroyable talent de l'année et les membres du jury ne peuvent plus buzzer.
Le gagnant reçoit jusqu'à 120 000 €.